# Schweizersholz
Schweizersholz ist eine ehemalige Ortsgemeinde und eine Ortschaft der Gemeinde Bischofszell im Bezirk Weinfelden des Kantons Thurgau in der Schweiz.
1803 bis 1995 war Schweizersholz eine Ortsgemeinde der Munizipalgemeinde Neukirch an der Thur mit über zwanzig Weilern, darunter Kenzenau (1260 als Chinzinnowe erwähnt). Am 1. Januar 1996 fusionierte die Ortsgemeinde Schweizersholz im Rahmen der Thurgauer Gemeindereform mit Bischofszell und Halden zur politischen Gemeinde Bischofszell, wobei die Weiler Last, Schluuch, Roore, Störehuus und Alt Weingarten der neu formierten politischen Gemeinde Kradolf-Schönenberg zugeschlagen wurden.

## Geschichte
1505 wurde Schwytzers Holtz erstmals urkundlich erwähnt. Bis 1798 gehörte die niedere Gerichtsbarkeit dem Bischof von Konstanz, der Schweizersholz als Teil des Amts Schönenberg seinem Obervogt in Bischofszell unterstellte. Einige Höfe unterstanden dem Stadtgericht Bischofszell und dem dortigen Pelagiusstift. Kirchlich teilte Schweizersholz das Schicksal der reformierten Kirchgemeinden Bischofszell-Hauptwil, Neukirch und Sulgen sowie der katholischen Pfarreien Bischofszell, Heiligkreuz und Sulgen.
Bis ins 19. Jahrhundert herrschte Getreidebau vor, daneben wurde Obst- und Flachsbau sowie Baumwoll- und Leinenweberei betrieben, um 1900 Stickerei. 1906 als Handelsfirma für Textilmaschinenzubehör gegründet, nahm die Kundert AG in den 1960er-Jahren die Produktion von Zahnrädern auf. 2001 veräusserte die Kundert AG die Produktion von metallischen Zahnrädern in Schweizersholz. Bis 1970 stellte der erste Wirtschaftssektor stets über die Hälfte der Arbeitsplätze in Schweizersholz.
| Jahr      | 1850 | 1900 | 1950 | 1990 |
| Einwohner | 511  | 454  | 433  | 290  |

Von den insgesamt 298 Einwohnern der Ortschaft Schweizersholz am 31. Dezember 2023 waren 25 bzw. 8,4 % ausländische Staatsbürger. 116 (38,9 %) waren evangelisch-reformiert und 88 (29,5 %) römisch-katholisch.

## Sehenswürdigkeiten
Die Burgruinen Last und Heuberg lagen auf dem Gebiet der Ortsgemeinde Schweizersholz. Sie kamen 1996 zusammen mit den benachbarten Weilern Roore und Alt Weingarten zur Gemeinde Kradolf-Schönenberg.
Die beiden Ruinen sind in der Liste der Kulturgüter in Kradolf-Schönenberg und das Bauernhaus im Gwand in der Liste der Kulturgüter in Bischofszell aufgeführt.

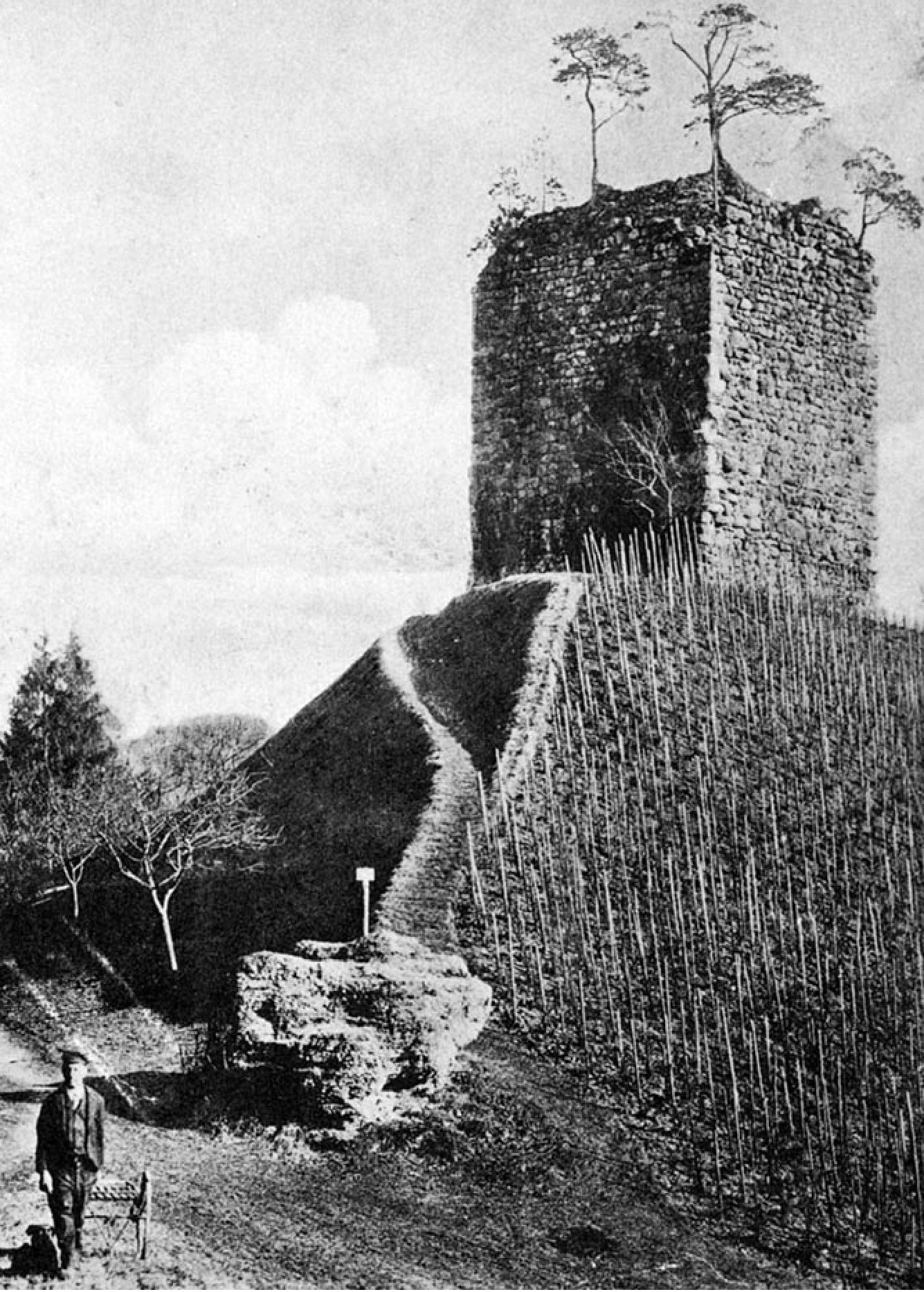
Ruine Last um 1900

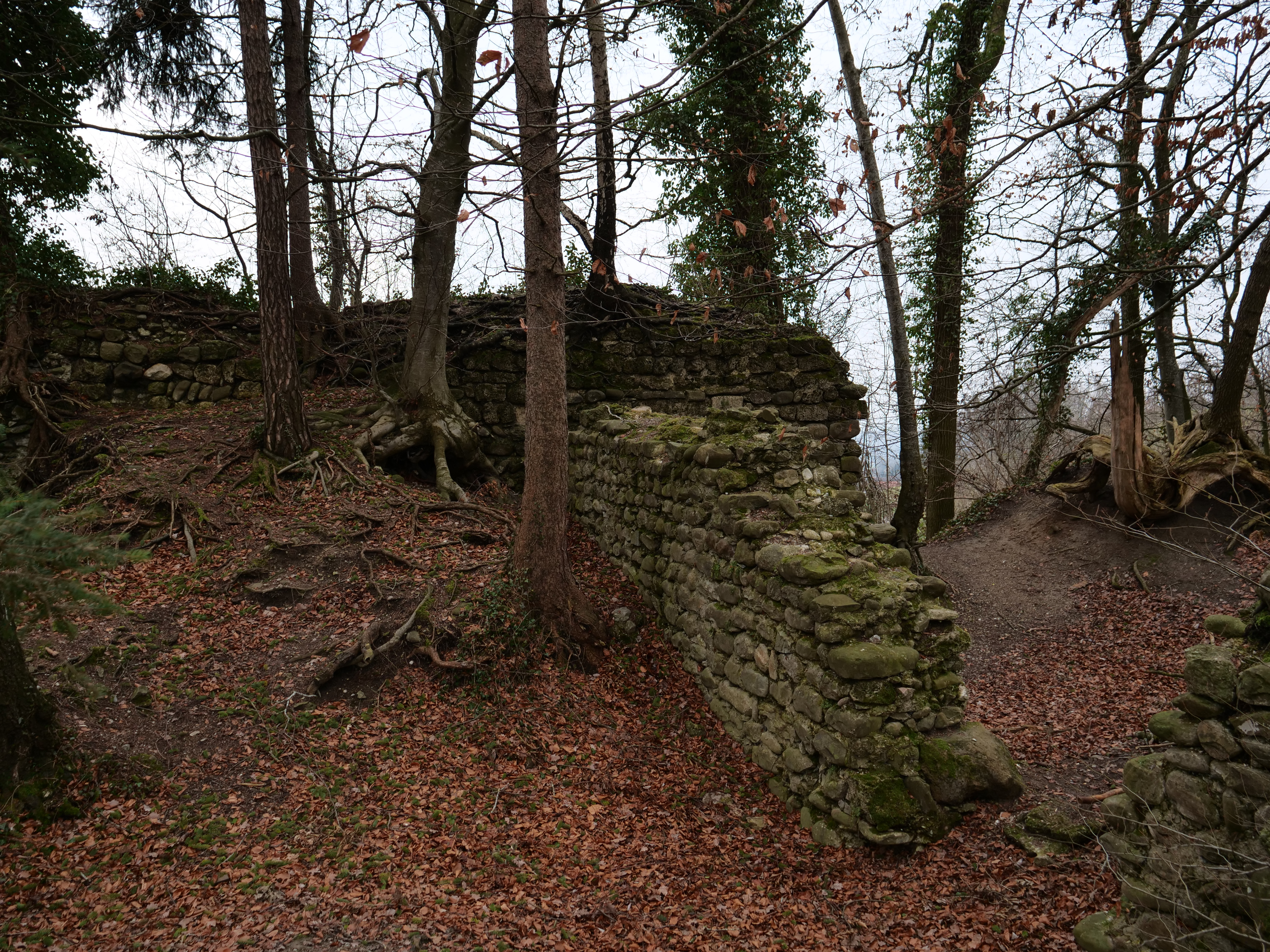
Ruine Heuberg

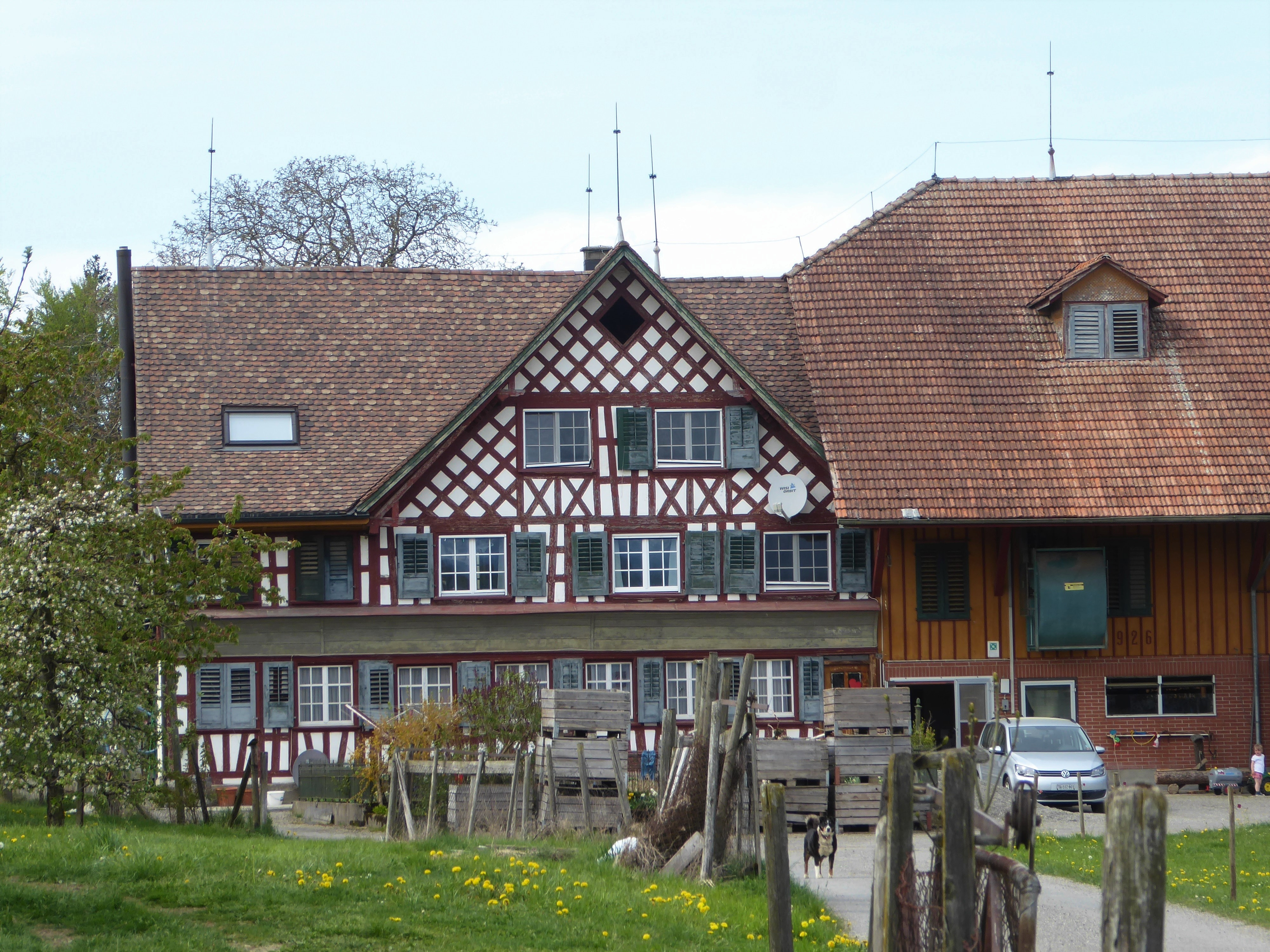
Bauernhaus im Weiler Gwand

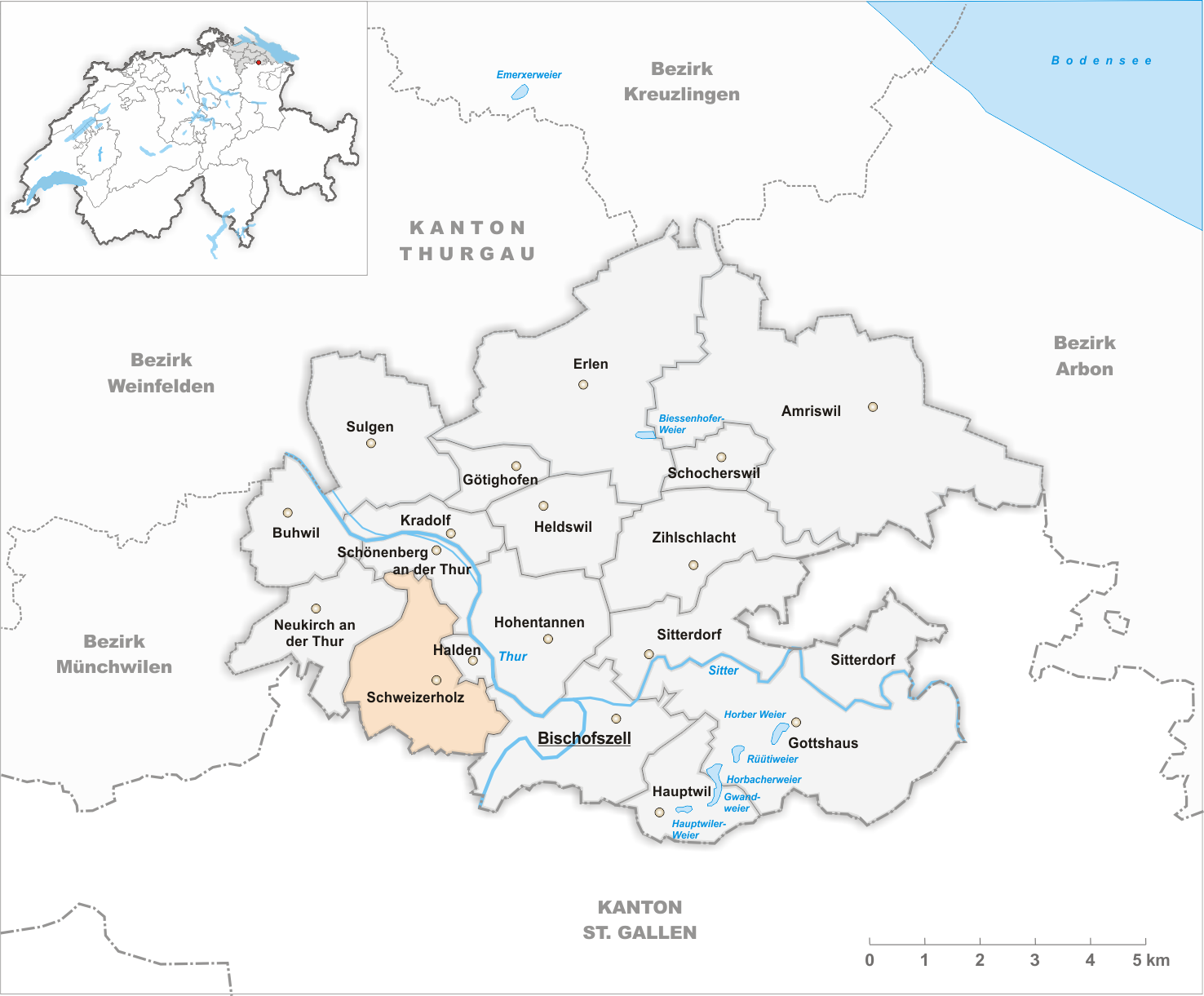
Gemeindestand vor der Fusion im Jahr 1996